# التهاب الغدد الدريقية
التهاب جارات الدرقية أو التهاب الغدد الدريقية (بالإنجليزية: Parathyroiditis)‏ هي حالة التهاب الغدة الدريقية. يمكن أن تترافق مع فرط الدريقات.